# Phantom (comédie musicale)
Pour les articles homonymes, voir Phantom.
Ne doit pas être confondu avec The Phantom of the Opera (comédie musicale).
Phantom, aussi connue sous le titre de Phantom : The American Musical Sensation, est une comédie musicale de Maury Yeston et Arthur Kopit, inspirée du roman Le Fantôme de l'Opéra de Gaston Leroux.

## Synopsis

### Acte 1
Paris, à la fin du XIXe siècle.
L'Opéra abrite dans ses dédales un curieux Fantôme... Vivant en reclus, arborant un masque en permanence pour cacher sa difformité, Erik est né et a grandi dans les catacombes. Le jeune homme est protégé par Gérard Carrière, le directeur de l'Opéra. Ce dernier encourage le talent du marginal et lui permet de demeurer en toute sécurité sous le palais. Musicien passionné et compositeur émérite, Erik ne s'épanouit que dans l'Art. Cette passion est viscérale : pour vivre, il a besoin de la musique et ne peut exister sans elle.
L'intrigue suit en parallèle Christine Daaé. La jeune provinciale vend ses partitions dans les rues de la capitale. Son optimisme et sa grâce lui assurent la sympathie de tous ceux qui la rencontrent. Sa voix charmante interpelle Philippe de Chandon, jeune comte séduisant et mélomane, héritier d'un magnat du champagne. D'autant plus sensible à son joli minois, Chandon envoie Christine à l'Opéra Garnier, avec sa carte en guise de recommandation. En tant que principal mécène des lieux, il lui conseille de s'entretenir avec Carrière.
Mais les beaux projets de Christine et le quotidien créatif d'Erik sont ruinés d'un même coup : licencié du jour au lendemain, Carrière perd son poste. La situation prend une tournure dramatique. Erik se retrouve sans protecteur et l'Opéra est désormais aux mains d'Alain Chollet, un ambitieux fortuné qui place sa femme Carlotta sous les projecteurs. Or, cette dernière est une diva aux dents longues, mesquine et dépourvue de talent. Son chant est une abomination que le Fantôme peine à tolérer.
Par accident, Erik se retrouve confronté à Buquet, l'habilleur de Carlotta. Le larbin de la diva ayant découvert son repaire, le Fantôme le tue pour protéger son secret. La mort dans l'âme, incapable de faire entendre raison au couple Chollet, Carrière doit partir en abandonnant son protégé à son triste sort.
Du côté de Christine, l'avenir paraît à peine plus engageant : si le soutien financier du Comte de Chandon empêche Carlotta de la congédier sur-le-champ, elle la relègue au poste d'habilleuse. Son rêve de devenir chanteuse semble lui glisser entre les doigts mais la jeune Daaé s'estime déjà heureuse de pouvoir rester à l'Opéra.
La présence de Carlotta et Alain Chollet tourmente de plus en plus Erik. Alors qu'il est rongé par le désespoir et le doute, le compositeur entend Christine chanter. Cette voix est l'étincelle qui lui fait reprendre goût à l'existence et à l'Art. Il se décide à l'approcher et lui promet de la former aux techniques lyriques. Il pose toutefois une condition : jamais elle ne pourra voir son visage. Au fil des répétitions, le Fantôme finit par s'éprendre de son élève. Christine elle-même n'est pas insensible au magnétisme de son fascinant professeur.
Entre ses cours, Christine renoue avec Philippe de Chandon. Elle est attirée par le comte mais éprouve une affection sincère pour Erik. Ce dernier voit d'un mauvais œil la relation entre son élève et son rival. Il en éprouve une jalousie intense. Ce ressentiment gagne en intensité lorsqu'il comprend que Christine et Philippe sont amants.
Très vite, les enseignements prodigués par Erik permettent à Christine de gagner sa place en tant que membre à part entière de la compagnie. Son talent et sa beauté éblouissent le personnel mais Carlotta, jalouse, voit en elle une concurrente sérieuse. Lorsque Christine est annoncée dans le rôle titre de The Fairy Queen, où elle jouera Titania, Carlotta jure sa perte.
La diva parvient à ruiner les débuts de Christine. Elle l'humilie le jour de la première, devant tout le gratin parisien. Erik fait une entrée fracassante et emmène sa protégée sous les yeux de l'assemblée. 

### Acte 2
Erik cache sa muse dans son repaire souterrain où il entreprend de la consoler. Mais l'idée de se venger des tortionnaires de Christine est toujours plus obsédante. Le Fantôme finit par mettre ses plans à exécution : il assassine Carlotta en l'électrocutant. 
De son côté, Christine est retrouvée par Gérard Carrière. Ce dernier lui révèle le plus grand secret de son existence. Erik est son fils, né de sa liaison avec Belladova, une ballerine de l'Opéra. Alors qu'Erik n'avait que trois ans, Belladova a été emportée par la fièvre. Le Fantôme a ainsi perdu la seule personne qui l'ait toujours défendu et chéri. Christine est profondément touchée par l'histoire de son maître de musique. Elle comprend qu'elle l'aime et va à sa rencontre. 
Erik et sa protégée se promènent dans les catacombes, jusqu'à une forêt dissimulée dans les tréfonds parisiens. Les jeunes gens discutent de poésie et notamment de William Blake, l'auteur favori du Fantôme, et de son texte The Little Black Boy. La tournure romantique de leur conversation enhardie Christine : elle supplie le Fantôme de lui laisser voir son visage. Elle argue qu'une femme (sa mère Belladova) l'a jadis aimé et qu'elle saura l'aimer à son tour. À contrecœur, il enlève son masque. Christine, terrifiée par son apparence, recule d'horreur. Ce rejet déchaîne la violence d'Erik. Carrière aide Christine à s'échapper et la jeune fille, rongée par la culpabilité, s'enfuit.
Plus tard, Carrière revient pour avouer la vérité à Erik. Cependant, le Fantôme avait déjà deviné leur lien de parenté et a attendu toute sa vie que son père le lui dise ouvertement. Tous deux s'aiment profondément, à leur manière. Conscient que ses atrocités ont été percées à jour, Erik sait sa fin proche. Plus que la mort, il craint d'être capturé et traité comme une bête de foire. Carrière lui promet qu'il ne sera jamais exposé à la curiosité sordide des gens. Erik exige davantage : il fait promettre à son père de le tuer plutôt que de permettre une telle déchéance.
Des policiers font alors irruption. Le Fantôme tente de s'échapper, en vain. Il se retrouve pris au piège. Le chef de la police ordonne à ses hommes de ne pas tirer car il doit être pris vivant. Erik supplie son père de lui venir en aide. Carrière comprend ce que signifie cette supplique ; il subtilise l'arme d'un policier et met son fils en joue. Brisé, il tire et le Fantôme fait une chute vertigineuse.
Christine se précipite à ses côtés. Mortellement blessé, Erik permet à Christine d'ôter son masque. Elle sourit enfin et lui avoue avec douceur : « You are music, beautiful music, and you are light to me... You are life to me ». Le Fantôme expire sur cet ultime geste d'amour. La jeune fille replace le masque sur son visage, préservant à jamais son secret.

## Numéros musicaux
| - Overture – Instrumental - Melodie de Paris – Christine, les marchands ambulants et les Parisiens - Paris Is a Tomb – Erik et ses acolytes - Dressing for the Night – le personnel de l'Opéra - Where in the World – Erik - This Place Is Mine – Carlotta - Home – Christine and Erik - The Music Lessons / Phantom Fugue – Erik, Christine, Carlotta, Cholet, Ledoux, les policiers et la compagnie de l'Opéra - You Are Music – Erik et Christine - The Bistro : « Sing, Can You Sing! » – les serveurs et les fêtards du bistrot - Melodie de Paris (Reprise) – Christine, les serveurs et les fêtards du bistrot - Who Could Ever Have Dreamed Up You? – Philippe et Christine - This Place Is Mine (Reprise) – Carlotta - Titania – Oberon, Christine et la compagnie de l'Opéra - Where in the World (Reprise) – Erik | - Entr'acte – Instrumental - Without Your Music – Erik - Where In The World (Reprise) – Erik - The Story of Erik – Carriere, Belladova, le jeune Carriere, Erik enfant et la compagnie - My True Love – Christine - My Mother Bore Me – Erik - You Are My Own – Erik et Carriere - Finale: You Are Music (Reprise) – Christine |

## Equipes internationales

### Distribution américaine originale (Theatre Under the Stars - 1991)
- Erik, le Fantôme : Richard White / Robert Cuccioli
- Christine Daaé : Glory Crampton / Kristin Chenoweth
- Gérard Carrière : Jack Dabdoub
- Comte Philippe de Chandon : Paul Schoeffler
- Alain Cholet, le nouveau directeur de l'Opéra : Lyle Garrett
- Carlotta, diva et épouse de Cholet : Patty Allison / Meg Bussert (sur l'enregistrement)
- Joseph Buquet, l'habilleur et larbin de Carlotta : Allen Kendall
- Inspecteur Ledoux : James Van Treuren

### Equipe japonaise (Theatre Umeda Arts - 2019)

#### Fiche technique[1]
- Metteur en scène : Yū Shirota
- Lumières : Yasuyuki Yoshieda
- Photographie : Aki Tanaka
- Costumes : Tom Rogers
- Décors : Tom Rogers

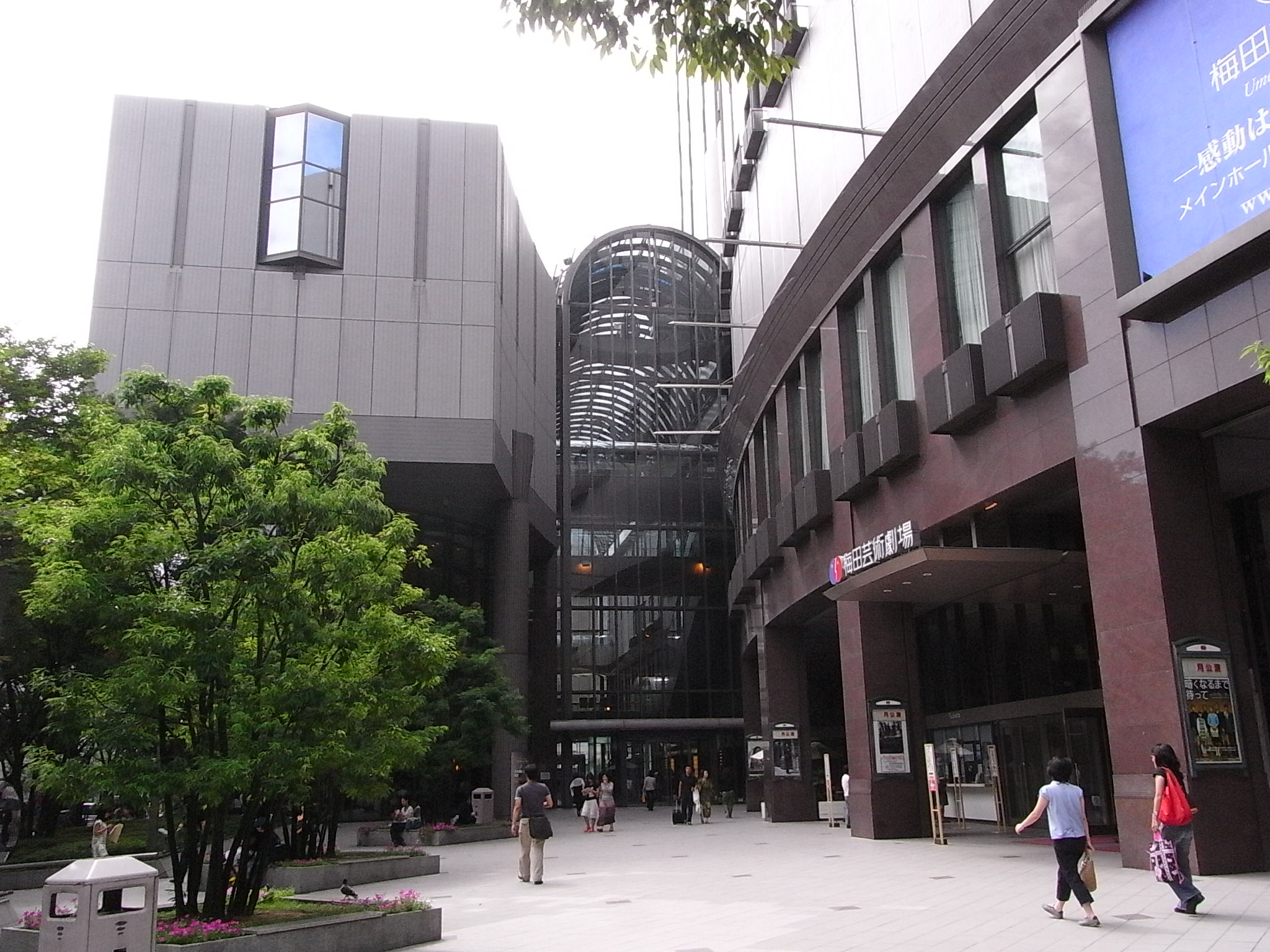
Umeda Arts Theater où Phantom est joué depuis 2008 et a connu cinq productions différentes, dont trois avec Yū Shirota.

- Traduction et adaptation : Miyoko Ito et Ako Takahashi

#### Distribution
- Erik, le Fantôme : Yū Shirota / Kazuki Katō
- Christine Daaé / Belladova : Haruka Kinoshita / Manaki Reika
- Gérard Carrière : Hiroki Okada
- Comte Philippe de Chandon : Yūsuke Hirose / Tatsunari Kimura
- Alain Cholet, le nouveau directeur de l'Opéra : Masahiro Ehara
- Carlotta, diva et épouse de Cholet : Eliana Silva
- Jean Claude : Ryō Satō
- Inspecteur Ledoux : Yuu Kamio
- Erik enfant : Sosuke Okawara / Yuk Ohmae Toshik / Toshiki Kumagai

### Distribution sud-coréenne (Theatre Charlotte - 2021)[2]
- Erik, le Fantôme : Park Eun-tae / Kai / Kyu-hyun
- Christine Daaé : Kim So-hyun / Im Sun-hye
- Gérard Carrière : Yun Young-seok / Kyungsoo Hong
- Comte Philippe de Chandon : Seongwon Choi / Enoch
- Alain Cholet, le nouveau directeur de l'Opéra : Lim Kihong / Chulho Jung
- Carlotta, diva et épouse de Cholet : Joo Ah / Shin Young Sook

### Distribution japonaise du revival (Theatre Umeda Arts - 2023)[3]
- Erik, le Fantôme : Yū Shirota / Kazuki Katō
- Christine Daaé / Belladova : Kiho Maaya
- Gérard Carrière : Hiroki Okada
- Comte Philippe de Chandon : Takurō Ōno / Yū Shirota
- Alain Cholet, le nouveau directeur de l'Opéra : Masaki Kaji
- Carlotta, diva et épouse de Cholet : Nicole Ishida / Maho Minamoto
- Jean Claude : Tsubasa Nakamura
- Inspecteur Ledoux : Yutaka Saigo
- Erik enfant : Takumi / Banjo Shunsei Nobayashi

## Production

### Genèse
En 1983, le duo Yeston et Kopit, fraîchement auréolé du succès de Nine (sacrée Meilleure comédie musicale aux Tony Award de 1982), est approché par le metteur en scène et acteur Geoffrey Holder : ce dernier leur propose de créer une comédie musicale basée sur Le Fantôme de l'Opéra. Holder a en effet acquis les droits du roman de Gaston Leroux, faisant de Phantom la seule production musicale américaine à en détenir officiellement les droits. Holder se place également en tant que metteur en scène.
Yeston ne cache pas son scepticisme face au projet : « J'ai ri, encore et encore... C'est la pire idée du monde ! Pourquoi écrire une comédie musicale en s'inspirant d'une histoire horrifique ? Puis, il m'est venu à l'esprit que l'intrigue pouvait être quelque peu modifiée. [Le Fantôme] devenait alors un protagoniste se rapprochant de Quasimodo ou d'Elephant Man. [...] C'est pour ce personnage que vous verserez des larmes ».

### Concurrence avecThe Phantom of the Opera
En 1984, Yeston a déjà terminé une grande partie de sa partition ; à ce stade, lui-même, Kopit et Holder s’attellent déjà à lever des fonds pour une production new-yorkaise. Sur cette même période, le producteur anglais Ken Hill relance au Royaume-Uni son spectacle musical de 1976, Phantom of the Opera. La concurrence n'inquiète pas Holder, Kopit et Yeston, lesquels ont l'intention de faire débuter leur Phantom à Broadway. Un adversaire plus sérieux se présente en la personne d'Andrew Lloyd Webber : Variety vient d'annoncer la toute nouvelle production du célèbre compositeur de Cats, The Phantom of the Opera. En effet, les droits du roman relèvent du domaine public en Grande-Bretagne ; de son côté, Holder ne détient les droits exclusifs que durant deux ans, le livre tombant également dans le domaine public aux États-Unis une fois passé cette date.
The Phantom of the Opera débute en 1986 à Londres, où il devient un immense succès. Dans la foulée, Lloyd Webber annonce qu'une production de son spectacle se tiendra bientôt à Broadway. Les investisseurs du Phantom se retirent dès lors. Ce revers pousse Yeston, Kopit et Holder à abandonner leur projet et à se séparer. Kopit finit néanmoins par voir la version de Lloyd Webber à Broadway : il s'aperçoit que l'approche du spectacle britannique est fondamentalement différente du Phantom et que ce dernier peut donc toujours exister sur scène.

### Phantomen mini-série
Quelques années plus tard, Kopit signe la mini-série Hands of a Stranger pour la NBC, laquelle remporte un succès honorable. La NBC approche alors Kopit pour un nouveau projet. Avec l'approbation de Yeston, Kopit retravaille le livret de son Phantom sous forme de scénario : de cette réécriture naîtra une mini-série intitulée The Phantom of the Opera. Le tournage se tient à l'Opéra Garnier. En outre, les deux épisodes ne comportent que de la musique classique, dont des airs d'opéra. La distribution a pour tête d'affiche Charles Dance, Teri Polo et Burt Lancaster. La mini-série est diffusée en 1990 sur la NBC. Kopit déclare à ce sujet : « J'ai dit à Maury de tenir le coup. Peut-être que quelqu'un verrait la mini-série et penserait que cela ferait une bonne comédie musicale. Alors nous serions prêts ». Lors de sa diffusion, les retours sont majoritairement positifs,,,,.

### Concrétisation du projet sur scène
La comédie musicale du tandem Yeston/Kopit se tient finalement au Theater Under the Stars de Houston, en 1991, sous le titre officiel de Phantom. Si elle reste éclipsée par le succès mondiale du Phantom of the Opera, la pièce a connu plus de 1 000 productions à travers le monde, dont plusieurs au Japon et en Corée du Sud. Selon Yeston, le Phantom serait le « plus grand succès à n'avoir jamais été monté sur Broadway ».
A l'inverse de l'œuvre de Lloyd Webber, Phantom s'illustre davantage dans le style d'une opérette : il cherche à refléter la période des années 1890 jusque dans sa partition et à projeter une atmosphère française en accord avec le cadre parisien. L'intrigue propose en outre une exploration plus approfondie du passé d'Erik et de sa relation avec Gérard Carrière, le directeur de l'Opéra. Le personnage de Raoul est absent de la trame et est remplacé par son frère, Philippe.

## Réception
Si les retours de la presse sont élogieux, la comparaison avec l'œuvre de Webber reste inévitable. Les journalistes mettent presque systématiquement en parallèle les deux comédies musicales, souvent à l'avantage de Kopit et Yeston.
Alvin Klein, du New York Times, affirme que « Le Fantôme de Kopit [...] n'a pas moins de bravoure que celui de Lord Lloyd Webber mais il est beaucoup plus touchant. La partition sophistiquée de Yeston est [...] charmante et effervescente, valorisant davantage la mélodie et la diversité que le leitmotiv prolongé et les reprises ampoulées sans fin [de Webber] ».
L'écho est similaire du côté de The News-Times. Chesley Plemmons trouve l'ensemble plus réussi que la célèbre version britannique : « chanson pour chanson et histoire pour histoire, la partition de Yeston s'avère plus riche et plus variée. [...] Le livret de Kopit fournit un récit convaincant, touchant et résolu qui dépasse la fin ambiguë signée par Webber ».
Pour The Los Angeles Times, l'intrigue permet de comprendre davantage le personnage d'Erik, au détriment de la nature mystique du Fantôme insufflée par Lloyd Webber. Sylvie Drake ajoute que « Kopit distille des détails que Leroux n'aurait jamais imaginés ».
Peter Scott-Pressland note que « sur le papier, le Fantôme de Yeston est bien plus engageant que celui d'Andrew Lloyd Webber. Il est plus rigoureux, plus intime et éclairé par une sympathie plus humaine. Bien qu'il ne produise pas le genre de victoire mélodique et glamour d'ALW, il s'élève dans le deuxième acte via une véritable ferveur émotionnelle. Erik est tout à fait plus engageant et crédible que le rôdeur de Lloyd Webber ». Le journaliste y voit une réinterprétation « crédible et angoissante » de La Belle et la Bête. Il ajoute que le thème père-fils est d'une émotion saisissante, traitant à merveille « la déchirure d'aimer et de détester à la fois l'être que vous avez engendré ».